# Carl Dahlgren (politiker)
Carl Bryngelson Dahlgren i riksdagen kallad Dahlgren i Håsten, född 2 augusti 1805 i Naglums församling, Älvsborgs län, död 2 december 1885 i Norra Björke församling, Älvsborgs län, var en svensk politiker. Han företrädde bondeståndet i Väne, Flundre och Bjärke härader vid ståndsriksdagarna 1853/54, 1856/58, 1862/63 och 1865/66.

## Riksdagsuppdrag

### 1853/54
- Suppleant i konstitutionsutskottet
- Ledamot i bondeståndets enskilda besvärsutskott.
- Ledamot i förstärkta bankoutskottet.
- Ledamot i förstärkta statsutskottet.
- Elektor för justitieombudsmansvalet.

### 1856/58
- Ledamot i bankoutskottet.
- Statsrevisor.

### 1862/63
- Elektor för bondeståndets utskottsval.
- Ledamot i bevillningsutskottet.
- Ledamot i förstärkta allmänna besvärs- och ekonomiutskottet.
- Ledamot i förstärkta bankoutskottet.

### 1865/66
- Ledamot i bevillningsutskottet.
- Ledamot i förstärkta statsutskottet.